# Klopódia

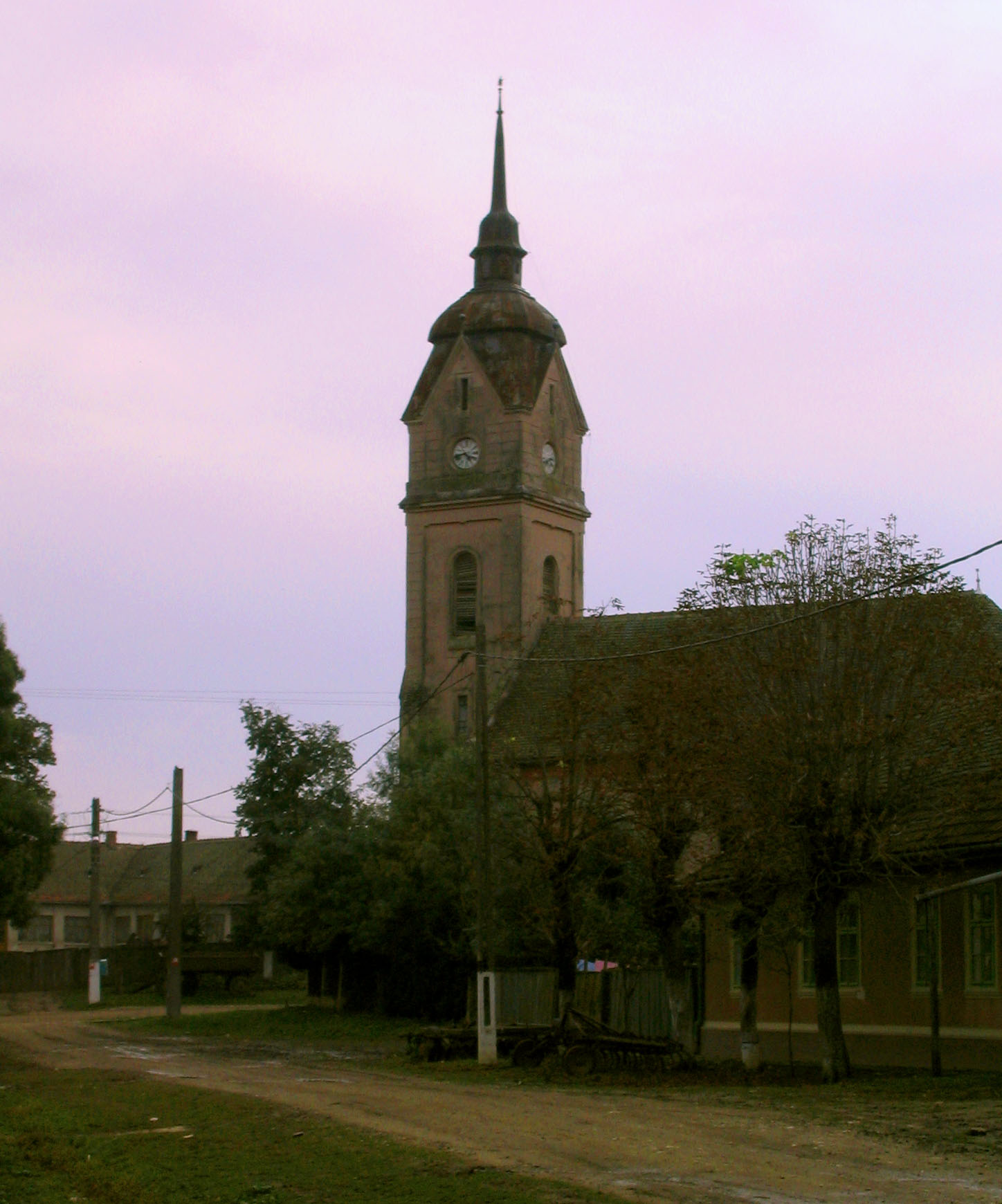
A klopódiai református templom

Klopódia, 1904-ig Klopodia (románul: Clopodia, németül: Klopodia, csehül: Klopotýn) falu Romániában, a Bánátban, Temes megyében.

## Fekvése
Temesvártól nyolcvan kilométerre délkeletre, a Moravica-patak-ba folyó Klopodia-patak partján fekszik.

## Nevének jelentése
Neve a 'harang' jelentésű szláv klopotu, vagy az abból származó, azonos jelentésű román clopot szóból való. 1717-ben Klobodia, 1723–25-ben Klopodie alakban írták össze.

## Története
A török hódoltság idején települt, a helyi hagyomány szerint eredetileg a mai Livezi határrészbe. 1717-ben negyven házból állt. Az 1800-as években németeket, majd 1814-ben magyarokat telepítettek be, de ők nemsokára elköltöztek. Román lakói a nagyzsámiakkal és nagyszurdokiakkal együtt 1808-ban részt vettek Petrovoszelló benépesítésében. Az 1830-as években római katolikus, evangélikus és református németek költöztek be, akiknek többsége tartósan a faluban maradt. Az evangélikusok a Szepességből és Óverbászról, a reformátusok Szivácról és Szemlakról érkeztek. A németek túlnyomó többsége a falu délnyugati részén, a Deutsche Gasséban és mellékutcáiban élt. 1838-ban, Nagyzsám filiájaként római katolikus, 1840-ben közös evangélikus–református egyházközség alakult, amely 1847-ben vált anyaegyházzá. 1858-ban a román lakosság egésze, két papjával együtt, áttért a görögkatolikus hitre. 1862-ben morvaországi zselléri származású, katolikus és református csehek települtek be Nagyszredistyéről és Királykegyéről. Az 1863-as aszályos év miatt nagy részük továbbköltözött Bulgáriába és az Amerikai Egyesült Államokba. 1896-ban adták át vasútját. A Manaszy- és a Wekerle-uradalom az 1890-es és az 1900-as években főként református magyar cselédeket alkalmazott a Hodajen pusztán, akiknek jelentős része beköltözött a faluba. 1899-ben nyugalomba vonult Jauza Vencel, az utolsó református lelkész, aki még tudott és prédikált is csehül. A háromnyelvű és két hitvallású egyházközségből 1906-ban kiváltak a német nyelvű evangélikusok. Cseh nyelvű oktatás 1900-ig, a katolikus iskola államosításáig, és 1930–33-ban létezett. 1918 után a magyar telepesek egy része, 1947 és 49 között pedig 165 cseh repatriált. A református anyaegyház 1943-ban szűnt meg. Határának egy részét az 1968-as megyerendezés idején Krassó-Szörény megyéhez csatolták. A szocializmus idején bútorgyár működött benne. A német családok kivándorlása miatt 1970-ig felszámolták a négyosztályos iskolai német tagozatot.
1910-ben 2031 lakosából 723 vallotta magát román, 447 magyar, 420 német, 403 főleg cseh és 35 szlovák anyanyelvűnek; 893 római és 480 görögkatolikus, 267 ortodox, 215 református és 149 evangélikus vallásúnak.
2002-ben 788 lakosából 616 vallotta magát román, 97 magyar, 34 cseh és 32 német anyanyelvűnek; 517 ortodox, 187 római és 59 görögkatolikus vallásúnak.

## Nevezetességek
- A volt Wekerle-kastélyt 1840-ben Nyéky Antal építtette. 1920 után Nicolae Petala tábornok lakott benne, ezért Petala-kastélyként ismert. A romániai műemlékek jegyzékében a TM-II-m-B-06204 sorszámon szerepel.[4]
- A klasszicista volt Manaszy-kúriát 1859-ben építtette Onossy Mátyás.
- A Gorunul gros tanyán egy három méter átmérőjű tölgyfa.

## Híres emberek
- Wekerle Sándor 1900-ban, sógorától vásárolt birtokot a településen. Később lótenyészetet létesített és többször megfordult itt.[5]
- Itt tanított Czabán Samu.
- Itt tartóztatta le a csendőrség 1940-ben a menekülő Horia Simát, a Vasgárda vezetőjét.
- Itt született 1908-ban Jozef Cincik grafikus.